# Sông Hàn Màu
Sông Hàn Màu là một con sông đổ ra Sông Bạch Đằng. Sông có chiều dài 8 km và diện tích lưu vực là km². Sông Hàn Màu chảy qua các tỉnh Hải Dương, Hải Phòng.